# Hódmezővásárhely vasútállomás
Hódmezővásárhely vasútállomás egy Csongrád-Csanád vármegyei vasútállomás, Hódmezővásárhely településen, melyet a MÁV üzemeltet.

## Vasútvonalak
Az állomást az alábbi vasútvonalak érintik:
- Tiszatenyő–Hódmezővásárhely–Makó-vasútvonal
- Szeged–Kötegyán-vasútvonal

## Kapcsolódó állomások
A vasútállomáshoz az alábbi állomások vannak a legközelebb:
- Hódmezővásárhelyi Népkert vasútállomás (Szeged–Kötegyán-vasútvonal)
- Kútvölgy vasútállomás (Szeged–Kötegyán-vasútvonal)
- Hódmezővásárhely-Ipartelepek megállóhely (Tiszatenyő–Hódmezővásárhely–Makó-vasútvonal)

## Forgalom
| Járat        | Útvonal | Gyakoriság     |
| ------------ | --- | -------------- |
| személyvonat | Szentes – Szegvár – Kórógyszentgyörgy – Mindszent – Mártély – Hódmezővásárhelyi Népkert – Hódmezővásárhely | Napi 3 pár     |
| személyvonat | Kiskunfélegyháza – Városi park – Csongrádi úti tanyák – Gátér – Kettőshalom – Kónyaszék – Csongrád alsó – Csongrád – Hékéd – Szentes – Szegvár – Kórógyszentgyörgy – Mindszent – Mártély – Hódmezővásárhelyi Népkert – Hódmezővásárhely | Napi 5 pár     |
| személyvonat | Szeged – Szeged-Rókus – Hódmezővásárhelyi Népkert – Hódmezővásárhely – Kútvölgy – Székkutas – Orosháza – Orosházi tanyák – Csorvás – Csorvás alsó – Telekgerendás (– Fürjes) – Békéscsaba | Óránként       |
| személyvonat | Szeged – Szeged-Rókus – Algyő – Hódmezővásárhelyi Népkert – Hódmezővásárhely (← Kútvölgy – Székkutas) – Orosháza (← Orosházi tanyák) – Csorvás (← Csorvás alsó) – Telekgerendás – Békéscsaba – Gyula | Vasárnap 1 pár |
| tram-train   | Szeged vasútállomás – Galamb utca (→) – Bem utca (←) – Bécsi körút – Aradi vértanúk tere – Somogyi utca – Széchenyi tér – Anna-kút – Rókusi templom – Tavasz utca – Damjanich utca – Vásárhelyi Pál utca – Pulz utca – Rókus vasútállomás – Algyő – Hódmezővásárhelyi Népkert vasútállomás – Strandfürdő – Hősök tere – Kossuth tér – Kálvin János tér – Hódmezővásárhely vasútállomás | Félóránként    |